# Matías Pavoni

Matías Pavoni (Buenos Aires, 25 de septiembre de 1980) es un exfutbolista argentino. Jugaba de mediapunta, y su trayectoria futbolística se vio truncada por las constantes lesiones, en especial las de rodilla, la cual le amenazaba con dejarlo cojo. En 2002 dio el salto a Europa recaló en el Cádiz CF y consiguió dos ascensos, el primero a la División de Plata y el segundo tan solo dos años después, a la Primera División Española, donde se convirtió en un jugador muy querido por la afición. Tras 5 años en España se marcha a Grecia donde concluyó su carrera futbolística.

## Clubes
| Club              | País      | Año       |
| ----------------- | --------- | --------- |
| Newell's Old Boys | Argentina | 1998-2001 |
| Central Córdoba   | Argentina | 2001-2002 |
| Cádiz CF          | España    | 2002-2008 |
| Asteras Trípolis  | Grecia    | 2008-2009 |